# Gerek Meinhardt
Gerek Meinhardt (n. 27 iulie 1990, California, SUA) este un scrimer olimpic american specializat pe floretă, laureat cu bronz la Campionatul Mondial de Scrimă din 2015 și vicecampion pe echipe în 2013.
La vârsta de 18 ani a participat la Jocurile Olimpice din 2008, unde a fost eliminat în tabloul de 16 de chinezul Zhu Jun. Nu a fost nici o probă de floretă masculin pe echipe la această ediție. La Campionatul Mondial din 2010 de la Paris s-a clasat pe locul trei după ce a pierdut în semifinală cu germanul Peter Joppich. Astfel a fost primul scrimer american să obțină o medalie la un Campionatul Mondial pentru seniori. La Londra 2012 a participat doar la proba pe echipe, unde Statele Unite au fost învinse de italieni în semifinală, apoi de Germania în finala mică, și au terminat pe locul 4.

## Legături externe
- Materiale media legate de Gerek Meinhardt la Wikimedia Commons
- en  Prezentare Arhivat în 2 august 2015, la Wayback Machine. la Federația Americană de Scrimă
- en Gerek Meinhardt la Olympedia.org